# ДС 7 кросбак
ДС 7 кросбак (фр. DS 7 Crossback) луксузни је кросовер који производи француска фабрика аутомобила ДС аутомобили од 2017. године.

## Историјат
Први пут је представљен новинарима фебруара 2017. године, а званично на салону аутомобила у Женеви марта исте године. На тржиште је стигао јануара 2018. године. ДС 7 кросбак је други кросовер француског произвођача после модела ДС 6, који је намењен само за кинеско тржиште. За разлику од модела ДС 6, ДС 7 кросбак је присутан и у Европи. Производи се у француском граду Милузу и кинеском Шенџену.
14. маја 2017. године поводом инаугурације председника Француске Емануела Макрона, ДС 7 кросбак је изабран као председнички аутомобил, што је први пут да председник користи теренски аутомобил приликом инаугурације.

### Опрема
Постављен је на ПСА ЕМП2 механичку платформу као Ситроен Ц5 еркрос, Пежо 3008 и Опел грандленд икс. Модел карактерише мрежаста маска хладњака са велики амблемом бренда на централном делу, много сјајних, хромираних детаља и ротирајући лед фарови. Предњи део возила употпуњују дневна лед светла у облику вертикалних трака у браницима. У унутрашњости поседује атипичне вентилационе отворе и централну конзолу, али и командну таблу на којој доминирају два велика дисплеја од 12 инча. Први представља замену за класичну таблу, док други припада мултимедијалном систему. Путничка кабина обилује квалитетним материјалима, као што је „напа” кожа на седиштима, који додатно доприноси утиску да се ради о премијум возилу. Аутомобил је опремљен системом ауто-пилота који по потреби може да одмени возача при брзинама између 30 и 180 km/h. Осим функције активног темпомата, овај уређај може да изводи корекције правца кретања аутомобила. Опремљен је и системом аутоматског паркирања. Међу бројним безбедносним системима су DS Night Vision (инфрацрвена камера за бољу видљивост за ноћну вожњу), DS Driver Attention Monitoring (мотри на возача и упозорава га на умор) и DS Active LED Vision (адаптивни фарови који коригују ширину и дужину светлосног снопа у зависности од брзине возила и услова у саобраћају).
На европским тестовима судара 2017. године, ДС 7 кросбак је добио максималних пет звездица за безбедност.

## Мотори
У ДС 7 кросбак се уграђују мотори, бензински од 1.2 (130 КС), 1.6 (181 и 225 КС) и дизел мотори од 1.5 (130 КС) и 2.0 (177 КС). Поседује и један плаг-ин хибридни погонски систем који се састоји од бензинца и два електромотора, по један на свакој осовини, чиме се постиже ефекат погона на све точкове. Бензински мотор производи 200 КС, а сваки од електричних мотора испоручује по 109 КС. Укупна комбинована снага хибридног система је 300 КС, са осмостепеним аутоматским мењачем. Електрични део погонског система поред електромотора чини и литијум-јонска батерија капацитета 13 kW/h. Ако се вози искључиво на струју, возило може да пређе 60-ак км. За допуну батерије на кућној утичници потребно је 4,5 сата, а уз помоћ брзог пуњача време се скраћује на 2,5 сата.
|                    | 1.2 Puretech 130 | 1.6 Puretech 180 | 1.6 Puretech 180 | 1.6 Puretech 225 | 1.6 Puretech 225 | E-Tense 4x4      | 1.5 BlueHDi 130 | 2.0 BlueHDi 180 |
| ------------------ | ---------------- | ---------------- | ---------------- | ---------------- | ---------------- | ---------------- | --------------- | --------------- |
| Мотор              | R3-бензинац      | R4-бензинац      | R4-бензинац      | R4-бензинац      | R4-бензинац      | хибрид (R4-б+ем) | R4-дизел        | R4-дизел        |
| Запремина          | 1199 cm³         | 1598 cm³         | 1598 cm³         | 1598 cm³         | 1598 cm³         | 1598 cm³         | 1499 cm³        | 1997 cm³        |
| Снага              | 96 kW (129 КС)   | 133 kW (178 КС)  | 133 kW (178 КС)  | 165 kW (221 КС)  | 165 kW (221 КС)  | 220 kW (300 КС)  | 96 kW (129 КС)  | 130 kW (170 КС) |
| Обртни момент      | 230 Nm           | 250 Nm           | 250 Nm           | 300 Nm           | 300 Nm           | 300 Nm           | 300 Nm          | 400 Nm          |
| Погон              | напред           | напред           | напред           | напред           | напред           | 4×4              | напред          | напред          |
| Степен преноса     | 6° мануелни      | 8° аутоматик     | 8° аутоматик     | 8° аутоматик     | 8° аутоматик     | 8° аутоматик     | 6° мануелни     | 8° аутоматик    |
| Брзина             | 195 km/h         | 220 km/h         | 220 km/h         | 236 km/h         | 234 km/h         | 240 km/h         | 194 km/h        | 218 km/h        |
| Убрзање 0–100 km/h | 11,2 сек.        | 9,6 сек.         | 9,2 сек.         | 8,3 сек.         | 8,2 сек.         | 6,5 сек.         | 10,8 сек.       | 9,4 сек.        |
| Потрошња горива    | 5,3–5,4 l        | 5,9 l            | 5,3–5,4 l        | 5,8 l            | 5,5–5,6 l        | 1,5–1,6 l        | 4,0–4,1 l       | 4,9 l           |
| Емисија CO2        | 121–124 g/km     | 134 g/km         | 120–122 g/km     | 134 g/km         | 126–128 g/km     | 34–36 g/km       | 104–107 g/km    | 128 g/km        |
| Резервоар          | 62 литра         | 62 литра         | 62 литра         | 62 литра         | 62 литра         | 43 литра         | 55 литара       | 55 литара       |
| Норма              | Euro 6d-TEMP     | Euro 6d-TEMP     | Euro 6d          | Euro 6d-TEMP     | Euro 6d          | Euro 6d          | Euro 6d-TEMP    | Euro 6d-TEMP    |